# Euro Truck Simulator 2
Az Euro Truck Simulator 2 (rövidítve ETS2) teherautó-szimulátor játék. Fejlesztője és kiadója az SCS Software. A játékot Windows, macOS és Linux operációs rendszerekre 2012. október 19-én adták ki, a Steam Greenlight rendszerében. A játék elődje a 2008-as Euro Truck Simulator, ezért ez a második az Euro Truck Simulator szériában. A játékos vezethet egyet, az általa választott kamionok közül, majd a második fuvartól gyors fuvarokat kell teljesítenie áruk felvételével és leszállításával. A játék előrehaladtával a játékos tud venni több kamiont, pótkocsit, depót és felvenni más kamionsofőröket, hogy neki dolgozzanak.
A játékból 2021-re több, mint 9 millió példányt adtak el.

## Játékmenet

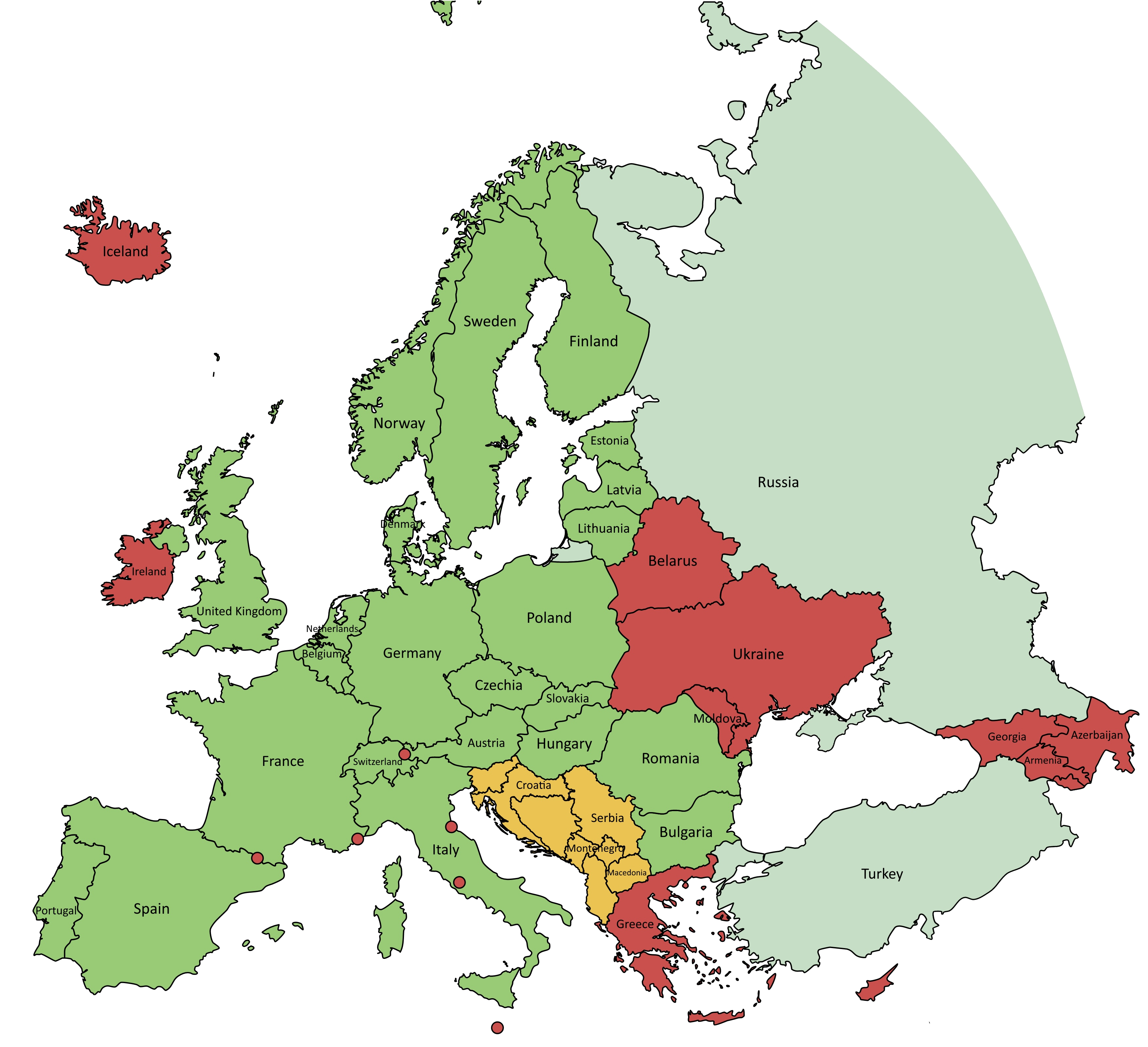
A játékban lemodellezett (zöld) és a fejlesztés alatt álló országok (narancssárga)

A játékmenet alapvetően nem tűnik izgalmasnak, de a fejlesztők gondoltak erre a problémára és helyenként gyönyörű tájat tudtak felépíteni.

### Országok
- Az alap játékban lemodellezett országok:  Ausztria,  Németország,  Csehország,  Szlovákia,  Svájc,  Olaszország,  Franciaország,  Luxemburg,  Belgium,  Hollandia,  Egyesült Királyság,  Lengyelország
- A Going East! DLC-ben lemodellezett országok:  Magyarország,  Szlovákia (bővítése),  Lengyelország (bővítése),  Csehország (bővítése)
- A Skandinávia DLC-ben lemodellezett országok:  Dánia,  Norvégia,  Svédország
- A Vive la France! DLC-ben lemodellezett ország:  Franciaország (bővítése)
- Az Italia DLC-ben lemodellezett ország:  Olaszország (bővítése)[3]
- A Beyond the Baltic Sea DLC-ben lemodellezett országok:  Észtország,  Finnország,  Lettország,  Litvánia,  Oroszország (részben)[4]
- A Road to the Black Sea DLC-ben lemodellezett országok:  Bulgária,  Románia,  Törökország (részben)[5]
- Az Iberia DLC-ben lemodellezett országok:  Portugália,  Spanyolország[6]
- A West Balkans DLC-ben lemodellezett országok:  Albánia,  Bosznia-Hercegovina,  Észak-Macedónia,  Horvátország,  Koszovó,  Montenegró,  Szerbia,  Szlovénia[7]
- A Heart of Russia DLC-ben tervezett ország:  Oroszország (bővítése)[8]
- A Greece DLC-ben tervezett ország:  Görögország[9]
- A Nordic Horizons DLC-ben tervezett országok:  Finnország (bővítése),  Norvégia (bővítése),  Svédország (bővítése)[10]

### Városok
| Ország              | Az alap játékban lévő városok | DLC-ben elérhető városok |
| ------------------- | --- | --- |
| Albánia             | N/A | Durrës, Fier, Tirana, Vlorë |
| Ausztria            | Bécs, Graz, Innsbruck, Klagenfurt am Wörthersee, Linz, Salzburg | N/A |
| Belgium             | Brüsszel, Liège | N/A |
| Bosznia-Hercegovina | N/A | Banja Luka, Bihács, Karakaj, Mostar, Szarajevó, Tuzla, Zenica |
| Bulgária            | N/A | Burgasz, Karlovo, Pernik, Pirdop, Pleven, Plovdiv, Rusze, Szófia, Várna, Veliko Tarnovo |
| Csehország          | Brno, Prága | Ostrava |
| Dánia               | N/A | Aalborg, Esbjerg, Frederikshavn, Gedser, Hirtshals, Koppenhága, Odense |
| Egyesült Királyság  | Aberdeen, Birmingham, Cambridge, Cardiff, Carlisle, Dover, Edinburgh, Felixstowe, Glasgow, Grimsby, Liverpool, London, Manchester, Newcastle‑upon‑Tyne, Plymouth, Sheffield, Southampton, Swansea                  | N/A |
| Észak-Macedónia     | N/A | Bitola, Szkopje |
| Észtország          | N/A | Kunda, Narva, Paldiski, Pärnu, Tallinn, Tartu |
| Finnország          | N/A | Helsinki, Kotka, Kouvola, Lahti, Loviisa, Naantali, Olkiluoto, Pori, Tampere, Turku ? |
| Franciaország       | Calais, Dijon, Lille, Lyon, Metz, Párizs, Reims, Strasbourg | Ajaccio, Bastia, Bayonne, Bonifacio, Bordeaux, Bourges, Brest, Calvi, Civaux, Clermont‑Ferrand, Golfech, Lacq, La Rochelle, Le Havre, Le Mans, L’Île‑Rousse, Limoges, Marseille, Montpellier, Nantes, Nizza, Paluel, Porto‑Vecchio, Rennes, Roscoff, Saint‑Alban‑du‑Rhône, Saint‑Laurent, Toulouse                                                                              |
| Görögország         | N/A | Athén, Szaloniki, Pátra, Heraklion, Rodosz, Kavala, Volosz, Ioannina, Larissza, Kalamata, Kozáni, Mitilíni, Híosz, Argosz, Kerkira |
| Hollandia           | Amszterdam, Groningen, Rotterdam | N/A |
| Horvátország        | N/A | Eszék, Fiume, Split, Zára, Zágráb |
| Koszovó             | N/A | Pristina |
| Lengyelország       | Boroszló, Poznań, Szczecin | Białystok, Gdańsk, Katowice, Krakkó, Lublin, Łódź, Olsztyn, Varsó |
| Lettország          | N/A | Daugavpils, Liepāja, Rēzekne, Riga, Valmiera, Ventspils |
| Litvánia            | N/A | Kaunas, Klaipėda, Mažeikiai, Panevėžys, Šiauliai, Utena, Vilnius |
| Luxemburg           | Luxembourg | N/A |
| Magyarország        | N/A | Budapest, Debrecen, Pécs, Szeged |
| Montenegró          | N/A | Bijelo Polje, Nikšić, Podgorica |
| Németország         | Berlin, Bréma, Dortmund, Drezda, Duisburg, Düsseldorf, Erfurt, Frankfurt am Main, Hamburg, Hannover, Kassel, Kiel, Köln, Lipcse, Magdeburg, Mannheim, München, Nürnberg, Osnabrück, Rostock, Stuttgart, Travemünde | Werlte Winsen |
| Norvégia            | N/A | Bergen, Kristiansand, Oslo, Stavanger ? |
| Olaszország         | Milánó, Torino, Velence, Verona | Ancona, Bari, Bologna, Cagliari, Cassino, Catania, Catanzaro, Firenze, Genova, Livorno, Messina, Nápoly, Olbia, Palermo, Parma, Pescara, Róma, Sassari, Suzzara, Taranto, Terni, Villa San Giovanni |
| Oroszország         | N/A | Kalinyingrád, Luga, Pszkov, Szentpétervár, Szosznovij Bor, Viborg ? |
| Portugália          | N/A | Beja, Coimbra, Cortiçadas de Lavre, Évora, Faro, Guarda, Lisszabon, Olhão, Ponte de Sor, Porto, Setúbal, Sines |
| Románia             | N/A | Bákó, Brassó, Bukarest, Călărași, Craiova, Galac, Jászvásár, Kolozsvár, Konstanca, Mangalia, Marosvásárhely, Pitești, Resicabánya, Temesvár, Vajdahunyad |
| Spanyolország       | N/A | A Coruña, Albacete, Algeciras, Almaraz, Almería, Badajoz, Bailén, Barcelona, Bilbao, Burgos, Ciudad Real, Córdoba, El Ejido, Gijón, Granada, Huelva, León, Lleida, Madrid, Málaga, Mengíbar, Murcia, Navia, O Barco, Pamplona, Port de Sagunt, Puertollano, Salamanca, Santander, Sevilla, Soria, Tarragona, Teruel, Valencia, Valladolid, Vandellòs, Vigo, Vila‑real, Zaragoza |
| Svájc               | Bern, Genf, Zürich | N/A |
| Svédország          | N/A | Göteborg, Helsingborg, Jönköping, Kalmar, Karlskrona, Linköping, Kapellskär, Malmö, Örebro, Stockholm, Uppsala, Västerås, Växjö ? |
| Szerbia             | N/A | Belgrád, Kragujevac, Niš, Újvidék |
| Szlovákia           | Pozsony | Besztercebánya, Kassa |
| Szlovénia           | N/A | Koper, Ljubljana, Maribor, Novo mesto |
| Törökország         | N/A | Edirne, Isztambul, Rodostó |

## Vezethető kamionok
A játékban hét gyártó kamionjai vezethetőek, melyek az alábbiak:
- DAF XF 105
- DAF XF Euro 6 (A játék 1.14-es verziója óta)
- DAF XG[19]
- DAF XG+
- DAF XD
- Iveco Stralis
- Iveco Stralis Hi-Way
- Iveco S-Way
- MAN TGX Euro 5
- MAN TGX Euro 6 (1.34-es verzió óta)[20]
- MAN TGX 2020
- Mercedes-Benz Actros
- Mercedes-Benz New Actros (A játék 1.18-as verziója óta)
- Renault Magnum
- Renault Premium
- Renault T[21](Az 1.35-ös verzió óta)
- Renault Trucks E-Tech T
- Scania Next-Gen R&S (A játék 1.30-as verziója óta)
- Scania BEV
- Scania R
- Scania Streamline
- Volvo (új) FH (A játék 1.7.0-ás verziója óta)
- Volvo FH16 Classic
- Volvo FH5
- Volvo FH6

## Területbővítő letölthető tartalmak

### Going East!
2013 januárjában az SCS Software bejelentette, hogy készít egy új DLC csomagot Going East! névvel. Ez a DLC kiterjeszti a térképet Kelet-Európára. A DLC 13 új várost hozott a játékba Lengyelországon, Szlovákián és Csehországon keresztül Magyarországig. A DLC-t 2013 szeptemberében adták ki.

### Skandinávia
A Skandinávia DLC Dániát, Svédországot és Norvégiát foglalja magába. Ez a játék második területbővítő DLC-je. Az új terület több kompot kapott a megszokottnál, amelyek megkönnyítik a közlekedést. A játékba bekerültek új kereszteződések is, de új szállítandó árut is tartalmaz (például élő állatok, szélerőműtartozékok). A térképen megtalálható a Scania és a Volvo gyára, valamint akár kész kamionok szállítására is van lehetőség.

### Vive la France!
2016. december 5-én az SCS Software Vive la France! néven kiadta a játék harmadik területbővítő DLC-jét. A kiegészítő 15 új francia várost, 20 000 km-nyi új utat, híres helyszíneket és új rakományokat is tartalmaz. 2019-ben a korzikai rész is elérhető lesz a játékban az 1.36-os update-nek köszönhetően.

### Italia
A Franciaország DLC után kerek egy évvel, 2017. december 5-én kiadták az Italia nevű területbővítő csomagot, amely az alapjátékban már meglévő Olaszországot további 19 új várossal, 11 500 km-nyi úttal és több ipari vállalattal (mint például a carrarai márványbánya, vagy a tarantoi acélművek) egészíti ki, valamint tartalmazza a játék második legnagyobb szigetét (a Brit-sziget után), Szicíliát. Továbbá a DLC kiadása előtt az ingyenes 1.30-as frissítéssel megújultak a korábbi olasz városok. Az 1.35-ös update-nek köszönhetően bekerült a játékba a szardíniai sziget is.

### Beyond the Baltic Sea
Az Olaszország DLC után majdnem pontosan egy évvel, 2018. november 29-én adták ki a Beyond The Baltic Sea! nevű területbővítő DLC-t. A kiegészítő öt új országot: Észtországot, Lettországot és Litvániát teljes egészében, Finnország déli részeit, valamint Oroszország egy kisebb részét: A Kalinyingrádi régiót, valamint a Pszkovi, a Leningrádi régiók egy részét, illetve Európa harmadik legnagyobb városát, Szentpétervárt tartalmazza. A területbővítő csomag 35 várost tartalmaz, melynek jelentős része kisebb (Például nem tartalmaz garázst vagy szervizt). Ez az első olyan DLC, amelynél (Oroszország miatt) szükség volt megvalósítani a határellenőrzést, mely a fizetőkapuhoz hasonlóan működik: Be kell állni a zöld négyzetbe, lenyomni az ,,aktiválás" gombot (Alapértelmezetten Enter), várni néhány másodpercet, majd tovább haladni.

### Road to the Black Sea
A 2019-es térképbővítő DLC három új országba repít el minket: Romániába, Bulgáriába illetve Törökországba. A hivatalos bejelentés alapján december 5-én jelent meg. A játék hivatalos kiegészítői évről évre egyre valósághűbbek, így a játékos ténylegesen megismerheti az adott ország tájait, illetve úthálózati jellemzőit. Ez a DLC az előzőekhez hasonlóan más ország(ok)ban is tartalmaz újabb utakat, hogy a kiegészítő területeire el lehessen jutni. Ebben az esetben ez azt jelenti, hogy Magyarországon belül kapunk néhány kilométernyi új utat egy-egy meglévő város/út (Valószínűleg Szeged és Debrecen felől) és a román határátkelő között.

## Egyéb letölthető tartalmak

### Festéscsomagok
A játék első festéscsomagja a Halloween Paint Jobs Pack volt, melyet 2013-ban Halloween alkalmából adtak ki. Azóta már több, mind 40 festéscsomaggal bővült a lista, melyeket különböző alkalmak (karácsony, Valentin-nap), tematikák (holló, vikingek, őskor, kalózok), illetve nemzetek jelképei (magyar, angol, ír, skót, ausztrál, brazil, japán, stb.) inspirálták.

### Tuningcsomagok
A játékhoz négy tuningcsomag érhető el, a Mighty Griffin Tuning Pack Scania kamionokhoz, az XF Tuning Pack DAF kamionokhoz, az Actros Tuning Pack Mercedes kamionokhoz és az FH Tuning Pack Volvo kamionokhoz lettek kiadva. Az összes DLC tartalmaz újabb festéseket a kamionokhoz, apró tárgyakat a vezetőfülke dekorálásához, valamint külső kiegészítőket, fényeket, amikkel még egyedibbé lehet tenni a kamion megjelenését.

### High Power Cargo Pack
A 2014 augusztusában megjelent High Power Cargo Pack DLC volt a játék első olyan letölthető tartalma, amely új szállítmányokat adott hozzá a játékhoz. Ez a csomag 7 értékes szállítmányt tartalmaz, köztük helikoptert, jachtot, légkondicionálót, illetve harckocsi lánctalpát is.

### Cabin Accessories
A 2015-ös Cabin Accessories DLC-ben a fejlesztők a kamion belső terének kinézetét fejlesztették. Ettől kezdve már zászlócskákat is ki lehet függeszteni a szélvédőre, bögrét, bólogató kiskutyát és egyéb kis figurát kirakni a műszerfalra, illetve egyéb tárgyakat elhelyezni a vezetőfülkén belül.

### Heavy Cargo Pack
A Heavy Cargo Pack DLC nagy súlyú rakományokkal (pl. betongerendák, Vossloh G 6 mozdony, lánctalpas dózer és transzformátor) bővíti ki a játékot. Ezek szállítását az teszi nehezebbé és kockázatosabbá, hogy tömegük akár 60 tonnáig is felmehet. Az új, nehéz szállítmányok mellé új alvázakat és új tuning elemeket is adtak a játékhoz.

### Special Transport
A Special Transport DLC 11 új, nagy méretű szállítmányt tartalmaz, többek között kazán alkatrészt, ipari kondenzátort és hőcserélőt. Ezekben a fuvarokban az jelenti a nehézséget, hogy a vontatmány akár 70 tonnás, 6 méter széles, 5 méter magas és 20 méter hosszú is lehet. Éppen ezért a játékosnak tartania kell az előre meghatározott útvonalat, és követnie kell a két, mesterséges intelligencia által vezérelt kísérő járművet.

### Modok
Az Euro Truck Simulator 2-höz már nagyon sok, a közösség által készített tartalom (mod) található az interneten, vannak új kamion fajták, új játék területek, de akár kamionfestések is. Az SCS nem vállal felelősséget ha a mod vírusos vagy hibás és tönkreteszi a játékmenetet, de szerencsére csak nagyon ritkán lehet vírusos vagy hibás moddal találkozni. A játék modolásán sokat könnyített, hogy az 1.23-as frissítés óta mind az Euro Truck Simulator 2, mind az American Truck Simulator összeköttetésben van a Steam Műhellyel.
A legnépszerűbb modok:
- Promods:  A Promods fejlesztői az alap illetve a DLC tartalmakat is feljavítva dolgozzák át Európa játékbeli mását. Új országokat is beleépítenek a játékba: Aland-szigetek, Andorra, Bulgária, Cyprus, Észak-Írország, Észtország, Feröer-szigetek, Finnország, Horvátország, Izland, Írország, Jersey-szigetek, Lettország, Liechtenstein, Litvánia, Macedónia, Man-szigetek, Moldova, Oroszország, Románia, Skócia, Spanyolország, Szerbia, Szlovénia, Ukrajna, Wales
- RusMap:  Oroszországot és Fehéroroszországot modellezi le.
- Hungary Map: Egy rendkívül részletes, Magyarországot 1:3 arányban lemodellező kiegészítés. A modot "Frank007" kezdte építeni egy pár tesztelő közreműködésével.

## Fogadtatás
| Összegzőoldal | Értékelés |
| ------------- | --------- |
| GameRankings  | 76%       |
| Metacritic    | 79/100    |

| Szerző        | Értékelés |
| ------------- | --------- |
| Destructoid   | 8,5/10    |
| PC Gamer (US) | 85/100    |

| Szerző   | Díj                                                               |
| -------- | ----------------------------------------------------------------- |
| PC Gamer | Az év szimulátora (2012)                                          |
| Steam    | „Nálam ez a játék már szuper volt, mielőtt díjat nyert” kategória |
| Steam    | „Dőlj hátra és lazíts!” kategória                                 |

A kritikusok jól fogadták a játékot. A Metacritic oldalon 79/100-es összesített értékelést kapott.

### Díjak
- PC Gamer - A 2012-es év legjobb szimulátora (Sim of the Year 2012)[42]
- 2016. év végén a Steam felhasználók szavazata alapján díjat kapott „Nálam ez a játék már szuper volt, mielőtt díjat nyert” és „Dőlj hátra és lazíts!” kategóriákban.[43]

## Forgalmazók
| Ország             | Kiadó                        |
| ------------------ | ---------------------------- |
| Németország        | Rondomedia                   |
| Portugália         | PlayGames                    |
| Oroszország        | Akella                       |
| Egyesült Királyság | Excalibur Publishing         |
| Lengyelország      | CD Projekt                   |
| Franciaország      | Anuman Interactive           |
| Törökország        | Aral Game                    |
| Magyarország       | PlayON, (2019-től) SAD Games |